# Matilde Rusticucci
Matilde Mónica Rusticucci es una profesora, investigadora y meteoróloga argentina. Es profesora titular de la Universidad de Buenos Aires e investigadora principal del CONICET. Desarrolla sus tareas de investigación en el Departamento de Ciencias de la Atmósfera y los Océanos de la Facultad de Ciencias Exactas y Naturales de la UBA, donde también ejerció como directora. Fue también secretaria académica de la Facultad de Ciencias Exactas y Naturales de la Universidad de Buenos Aires.
Ha participado y participa como autora y coordinadora de varios reportes del IPCC. Es miembro de la Organización Meteorológica Mundial, donde participa en varios paneles de expertos, incluyendo el grupo dedicado a la detección e índices del cambio climático de esa organización. También colaboró en la Tercera Comunicación Nacional sobre cambio climático.
Ha sido además docente invitada en numerosas universidades de Argentina y del exterior. Como parte de sus labores de divulgación, ha participado en varias entrevistas en diferentes medios del país para comentar los efectos del cambio climático y en diversas actividades de extensión académica.

## Biografía
Rusticucci estudió la Lic. en Ciencias de la Atmósfera en la Facultad de Ciencias Exactas y Naturales de la Universidad de Buenos Aires y obtuvo su título en 1983. En 1995 obtuvo su título de Doctora en Ciencias de la Atmósfera con una tesis titulada “Variabilidad de la temperatura de superficie en escalas diarias y cuatridiurnas”, con calificación sobresaliente. Se especializó en estudiar fenómenos meteorológicos extremos.
Ha participado en la elaboración de varios de los reportes del IPCC. Fue autora principal en el Capítulo 3, Grupo de trabajo 1 y del resumen para decisores políticos, y miembro del equipo de escritura la síntesis técnica de los grupos I, II y III del Cuarto Informe, que recibió el Premio Nobel de la Paz en 2007. En 2011, fue invitada como editora revisora en el reporte especial del IPCC sobre gestión de riesgos de los eventos extremos y desastres para el avance en la adaptación al cambio climático, aportando en el capítulo 3 sobre cambios en los extremos climáticos y sus impactos en el entorno físico natural. Fue autora principal coordinadora del Capítulo 2, Grupo de trabajo 1 y miembro del equipo de escritura de la síntesis técnica de los grupos I, II y III del Quinto Informe. También fue una de las autoras principales de la segunda entrega del Sexto Informe del IPPC, publicado en marzo de 2022. En esta oportunidad participó en el Grupo de trabajo 2, que se centra en los impactos, la adaptación y la vulnerabilidad del cambio climático.   
Ha sido directora de numerosos proyectos de investigación. Como parte de sus tareas de docencia e investigación, también ha tenido a su cargo la formación de otros científicos, como la meteoróloga uruguaya Madeleine Renom, y las meteorólogas argentinas Mariana Barrucand, Bárbara Tencer y Natalia Zazulie.

## Premios y distinciones
- Diploma de Honor, Honorable Senado de la Nación Argentina, por su trabajo en la elaboración del cuarto informe del IPCC. (2009).[8][9]
- Primer Premio a los posters presentados en las II Jornadas del Programa Interdisciplinario de la Universidad de Buenos Aires sobre Cambio Climático (PIUBACC) y VI Simposio Taller Internacional de la Red CYTED, realizado en agosto de 2009, con el título «Cambios en el clima de altas latitudes durante el último siglo», elaborado en conjunto con N. Zazulie. (2009).[9]
- Distinción del Rector de la Universidad de Buenos Aires, por los reconocimientos otorgados en el año 2008. (2009).[9]
- Premio al poster destacado del Programa Mundial de Investigaciones Climáticas por el trabajo «Joint occurrence of temperature and precipitation extreme events in Argentina», elaborado en conjunto con Bárbara Tencer. (2011).[9]